# Монтсерат на Светском првенству у атлетици на отвореном 1983.
Монсерат је учествовао на 1. Светском првенству на отвореном 1983. одржаном у Хелсинкију, Финска, од 7. до 14. августа.
На првенству у Хелсинкију Монсерат је представљала 1 спортисткиња која се такмичила у бацању кугле.
Монсерат није освојио ниједну медаљу, а оборен је један лични рекорд.

## Учесници
Жене:
- Магдалене Спрингер — Бацање кугле

## Резултати

### Жене
| Атлетичар          | Дисциплина   | Лични рекорд | Квалификација | Квалификација | Полуфинале            | Полуфинале            | Финале                | Финале  | Детаљи |
| Атлетичар          | Дисциплина   | Лични рекорд | Резултат      | Место         | Резултат              | Место                 | Резултат              | Место   | Детаљи |
| ------------------ | ------------ | ------------ | ------------- | ------------- | --------------------- | --------------------- | --------------------- | ------- | ------ |
| Магдалене Спрингер | Бацање кугле |              | 9,78 ЛР       | 10. у гр А    | није се квалификовала | није се квалификовала | није се квалификовала | 20 / 20 |        |